# Ornithogalum balansae
Ornithogalum balansae är en sparrisväxtart som beskrevs av Pierre Edmond Boissier. Ornithogalum balansae ingår i släktet stjärnlökar, och familjen sparrisväxter. Inga underarter finns listade i Catalogue of Life.

## Bildgalleri

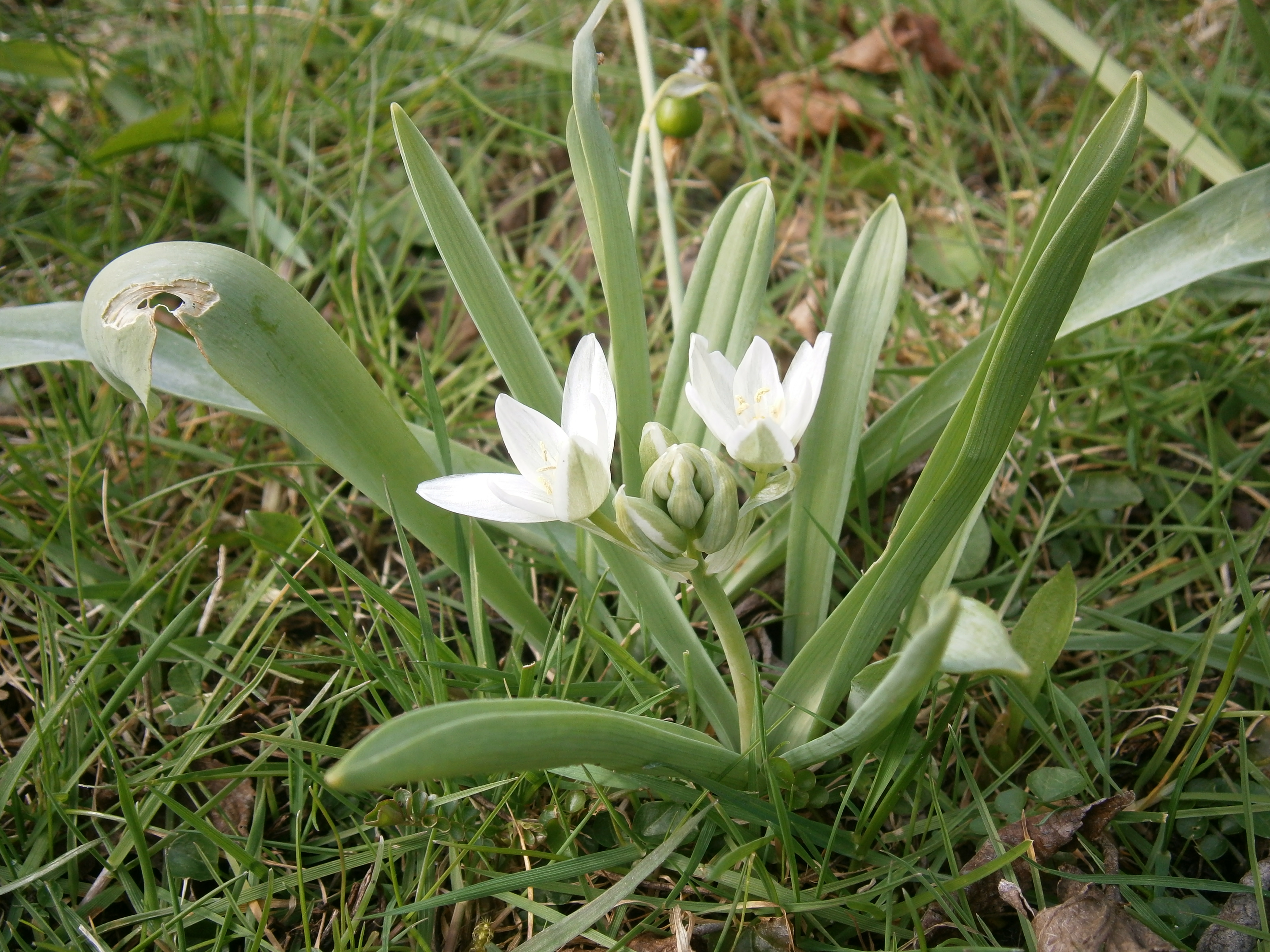
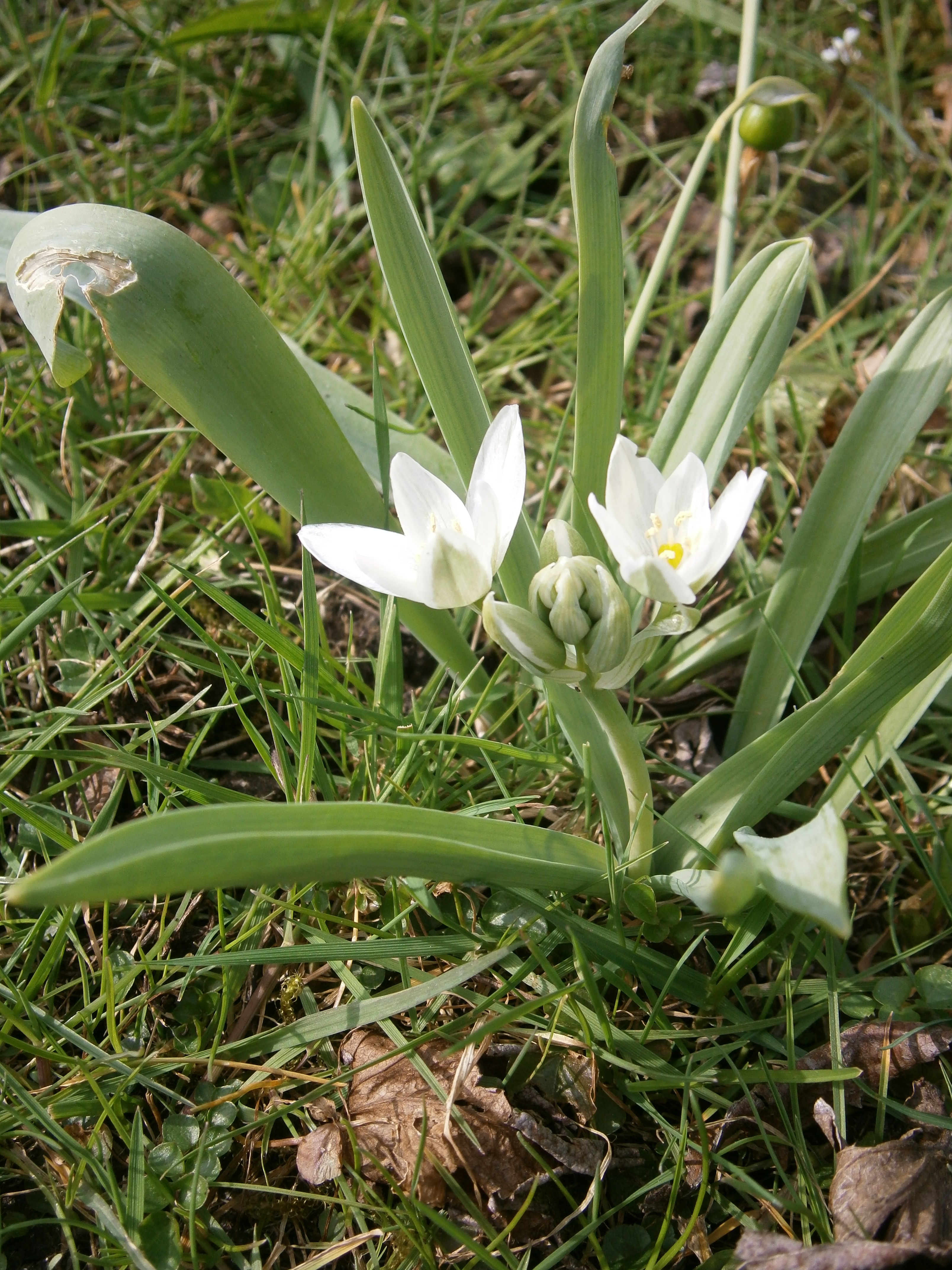
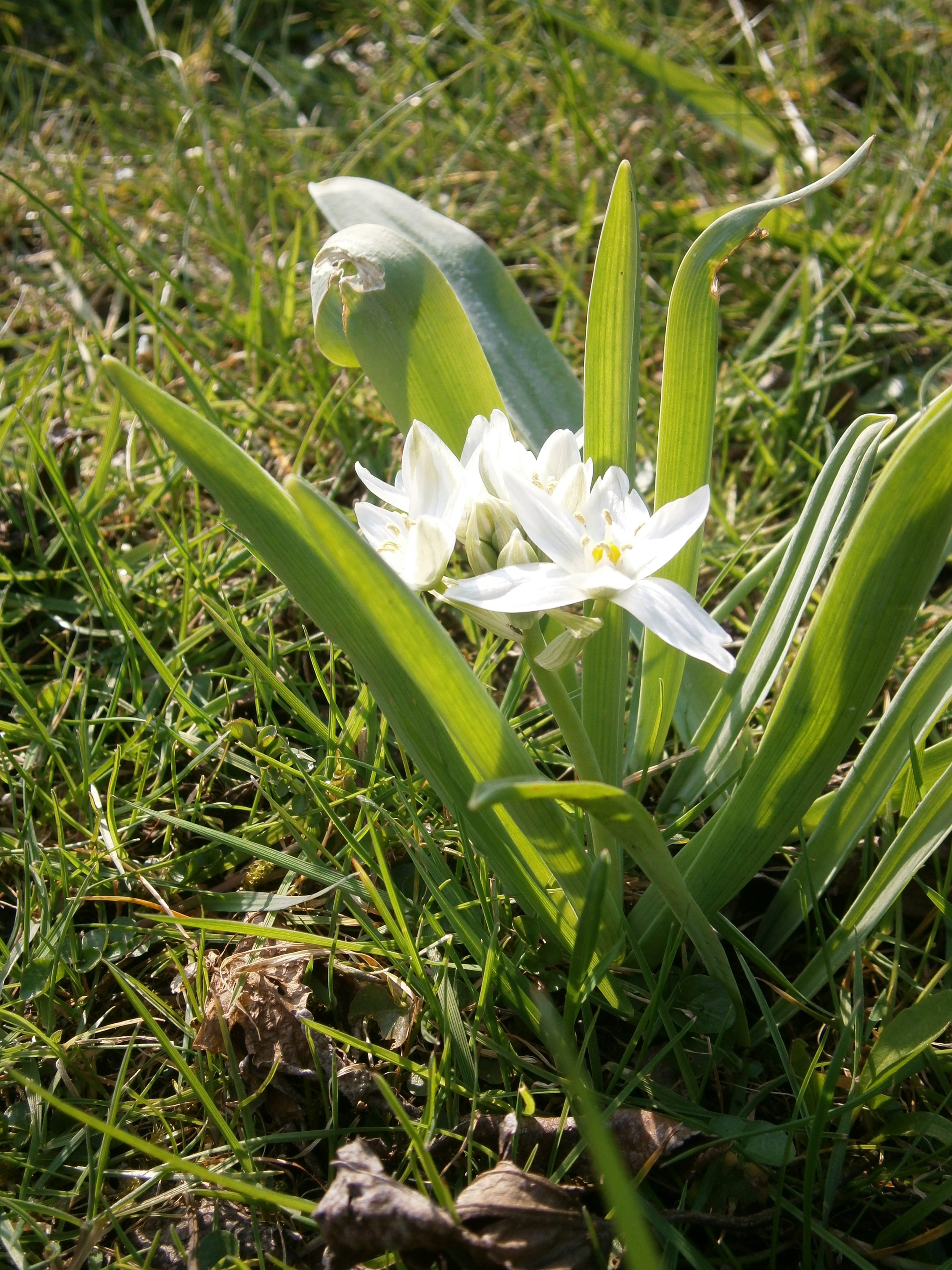
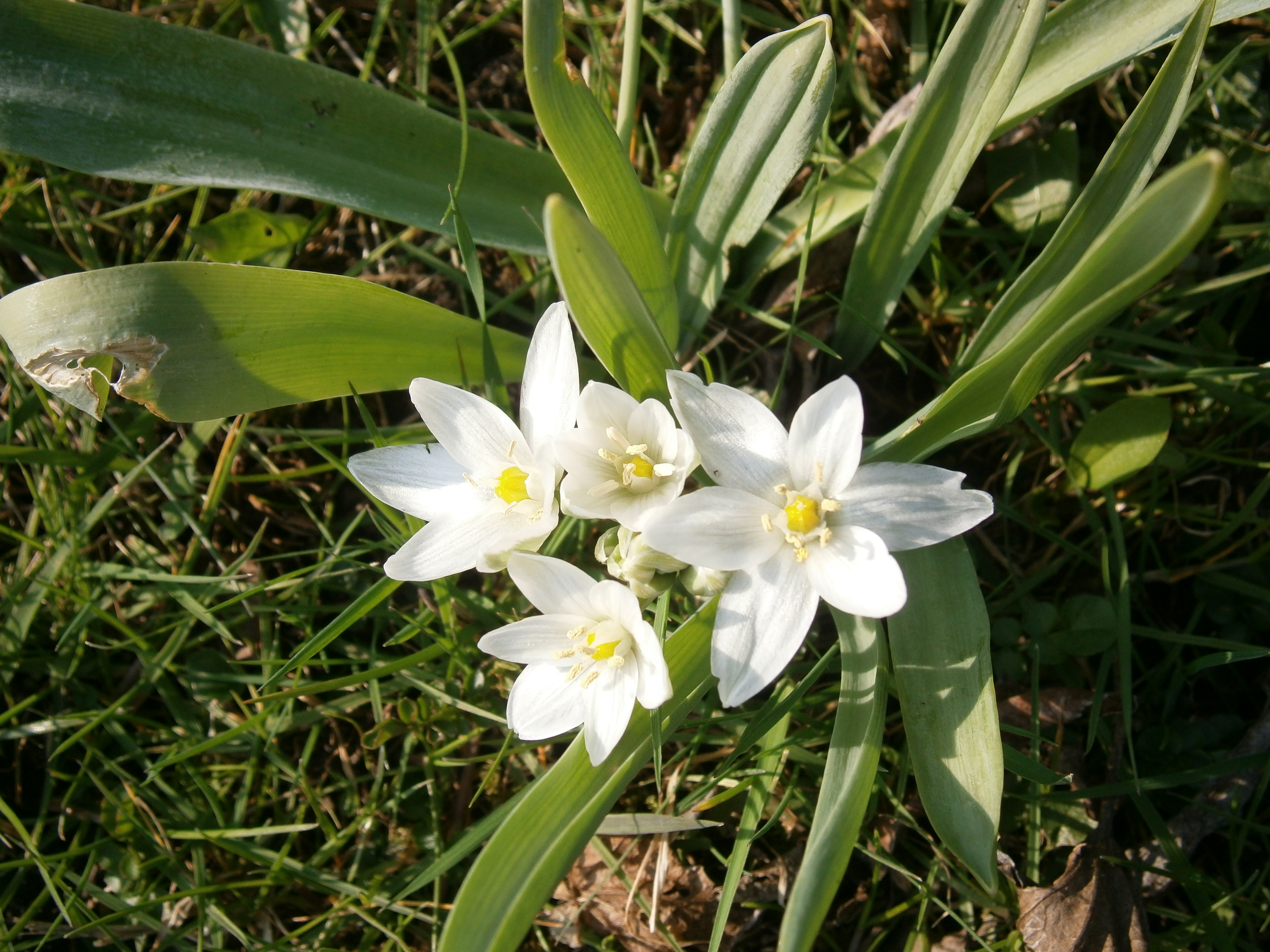